# Konklave (Roman)
Konklave (Originaltitel: Conclave) ist ein 2016 erschienener Roman des Autors Robert Harris, in dem es um ein fiktives zeitgenössisches Konklave geht. Die gleichnamige Verfilmung von Edward Berger kam 2024 in die Kinos.

## Handlung
Kardinaldekan Jacopo Lomeli wird zum Totenbett des letzten Papstes gerufen. Dort sind schon die mächtigsten Männer der Kurie versammelt: Joshua Adeyemi ist ein charismatischer Kardinal und die Hoffnung auf den ersten schwarzen Papst. Joseph Tremblay ist Vorsitzender der Kongregation für die Evangelisierung der Völker und somit die Hoffnung der Dritten Welt. Aldo Bellini ist Kardinalstaatssekretär und die liberale Hoffnung. Nicht anwesend ist Goffredo Tedesco, Patriarch von Venedig und Traditionalist.
Die wahlberechtigten Kardinäle versammeln sich einige Wochen später in der Domus Sanctae Marthae. Am späten Abend erscheint noch Kardinal Benitez, der kurz vor dem Tod des letzten Papstes in pectore ernannt wurde. Obwohl er Bischof von Bagdad ist, kennen ihn viele Kardinäle aufgrund seiner Missionsarbeit. Danach wird Lomeli als Leiter des Konklaves darüber informiert, dass der alte Papst angeblich Tremblay kurz vor seinem Tod abgesetzt habe. Lomeli stellt jenen zur Rede, der es abstreitet und behauptet, es gebe dafür keine Beweise.
Bei der Eröffnungsmesse im Petersdom profiliert sich versehentlich auch Lomeli durch eine Predigt mit einem Appell zur Toleranz. Für dieses Konklave werden zur 2/3-Mehrheit 79 Stimmen benötigt und es findet wie üblich in der Sixtinischen Kapelle statt. Im ersten Wahlgang zeichnen sich die bisherigen Favoriten ab, aber es werden auch viele einzelne Kardinäle gewählt. Am Abend bilden sich Lager um die aussichtsreichsten Kandidaten und Lomeli werden seine wenigen Stimmen vorgeworfen.
In der Nacht hört er einen Streit im Nachbarzimmer zwischen einer Frau und einem Mann, welcher nach der Stimme Adeyemi sein muss. Allerdings traut sich Lomeli nicht einzuschreiten. In den Wahlgängen am nächsten Tag erhält Adeyemi die meisten Stimmen (35 und 57). Beim Mittagessen macht ihm allerdings eine von den servierenden Nonnen eine Szene. Lomeli erfährt von der Nonne, dass sie von Adeyemi ein Kind bekommen hat. Lomeli konfrontiert Adeyemi und zwingt ihn zum Rückzug.
Im nächsten Wahlgang am nächsten Tag liegt Tremblay (36) vorne. Erstmals erhält auch Benitez 5 Stimmen. Bei seiner Rückkehr erfährt Lomeli, dass Tremblay die Versetzung der Nonne angeordnet hatte. Hiervon besorgt bricht er nachts in die versiegelte Wohnung des Papstes ein und gelangt in den Besitz belastender Dokumente. Diese belegen, dass Tremblay Geld veruntreut hat, um Kardinäle für die Wahl zu bestechen. Lomeli fertigt aus den Dokumenten ein Dossier, das er allen Kardinälen zukommen lässt.
Im sechsten und siebten Wahlgang übernimmt Lomeli (45 und 52) die Führung vor Tedesco. Vor der zweiten Stimmabgabe erschüttern Explosionen das Konklave, aber Lomeli lässt die Wahl abschließen. Im Gästehaus informiert er die Kardinäle über Terroranschläge auf die Katholische Kirche. In einer Rede setzt sich Benitez moralisch gegen Tedesco durch. Im darauffolgenden Wahlgang wird Benitez mit einer überwältigenden Mehrheit (92) gewählt. Lomeli ist erleichtert, nicht selbst gewählt worden zu sein und erfährt von einem Mitarbeiter von Benitez’ Vergangenheit. Darauf angesprochen gibt dieser zu, erst vor kurzem herausgefunden zu haben, dass er intergeschlechtlich ist. Das Buch endet mit der Aussicht auf Versöhnung durch einen toleranten Papst.

## Hintergrund
Im Buch wird das Konklave authentisch dargestellt, das vom Kardinaldekan geleitet wird. Der Ablauf der Wahlgänge und die Isolation der Kardinäle werden dargestellt. Auch die immer wieder vorkommenden Anschläge durch islamistische Terroristen auf Kirchen finden Eingang in das Buch. Ein jüngeres europäisches Beispiel ist der Anschlag in Saint-Étienne-du-Rouvray.
Die Auflösung am Ende ist vergleichbar mit der Legende von Päpstin Johanna. Sie basiert auf Papst Johannes VIII., dem allzu ‚weibliche‘ Eigenschaften vorgeworfen wurden.

## Form
Der Roman ist aus der Sicht eines Er-Erzählers in der Person von Kardinaldekan Jacopo Lomeli erzählt. Es gibt kurze Rückschauen in die Vergangenheit des Protagonisten. Nach den ersten Kapiteln findet ein Zeitsprung zum Beginn des Konklaves statt.

## Film
2023 wurden die Planungen für einen Film mit Regisseur Edward Berger und Ralph Fiennes in der Hauptrolle bekannt. Das Drehbuch wurde von Peter Straughan geschrieben und folgte der Handlung des Buches. Des Weiteren wurden als Schauspieler John Lithgow, Stanley Tucci und Isabella Rossellini bestätigt. Die Verfilmung wurde 2024 veröffentlicht.

## Rezeption
Philipp Gessler lobt, dass es Harris gelingt, das Ringen im Konklave mit erlaubten und unerlaubten Mitteln zu einer großen Parabel über die Versuchung der Macht zu gestalten. Lukas Jenkner findet, dass die Geschichte einen langsamen Beginn habe, aber den Leser dann zum überraschenden Ende hin doch packen würde.

## Ausgaben
- Robert Harris: Konklave. Übersetzt von Wolfgang Müller, Hardcover, Heyne Verlag, München 2016, ISBN 978-3-453-27072-5.
- Robert Harris: Konklave. Übersetzt von Wolfgang Müller, Taschenbuch, Heyne Verlag, München 2017, ISBN 978-3-453-43903-0.